# HD 221148
HD 221148，又名BD-05 5999，SAO 146736、HR 8924，是一颗位於寶瓶座的恒星，视星等为6.25，位于銀經78.48，銀緯-60.13，其B1900.0坐标为赤經23h 24m 21.9s，赤緯-5° -60.13′ 39″。